# Baker Street (sång)
Baker Street är en låt skriven och inspelad av Gerry Rafferty. Låten utgavs som singel i februari 1978 på skivbolaget United Artists, och fanns med på albumet City to City, utgivet i januari samma år. Låten som är döpt efter Baker Street i London är känd för sin återkommande saxofonslinga, spelad av Raphael Ravenscroft. Låtens text som innehåller strofer om uppgivenhet och förlorat hopp skrevs under en period då Rafferty var uppe i legala dispyter rörande hans tidigare band Stealers Wheel, känt för låten "Stuck in the Middle With You". Under perioden vistades han mycket hos en vän som bodde på Baker Street då han åkte fram och tillbaka till London från Paisley, Skottland för möten med advokater.
Låten blev en stor internationell hit och nådde topp 10-placering på flera länders singellistor. Rafferty tilldelades Ivor Novello Awards för låten.

## Listplaceringar
- Billboard Hot 100, USA: #2[3]
- UK Singles Chart, Storbritannien: #3[4]
- RPM, Kanada: #1[5]
- Nederländerna: #16[6]
- Schweiz: #2[7]
- Västtyskland: #3[8]
- Österrike: #4[9]